# Marinko Leš
Marinko Leš (Karlovac, 1977.) je hrvatski kazališni, televizijski i filmski glumac. Član ansambla HNK Varaždin.

## Filmografija

### Televizijske uloge
- "Na granici" kao Tajson (2019.)
- "Drugo ime ljubavi" kao direktor novina (2019.)
- "Točka na A" kao Spiker (2018.)
- "Svakodnevno" kao voditelj emisije (s Ninom Slišković) (2014.)
- "Profesije osobno" kao Spiker (2014., 2017.)
- "Zora dubrovačka" kao Stjepan (2014.)
- "Larin izbor" kao doktor (2011. – 2013.)
- "Pod sretnom zvijezdom" kao Toni (2011.)
- "Exkluziv Tabloid" (2010.)
- "Bitange i princeze" kao Svetozar Joksimović Tempo (2009.)
- "Sve će biti dobro" kao Krešo Antić (2008. – 2009.)
- "Odmori se, zaslužio si" kao Spiker (2008.)
- "Zakon ljubavi" kao Mihael Babonić (2008.)
- "Urota" kao Montazer (2008.)
- "Ponos Ratkajevih" kao Govornik (2007.)

### Filmske uloge
- "Most na kraju svijeta" kao policajac (2014.)
- "7 seX 7" kao Karlo (2011.)
- "Lea i Darija" kao Louis (2011.)
- "Max Schmeling" kao Farmhand (2010.)
- "Kradljivac uspomena" (2007.)

### Sinkronizacija
- "Nesavršeni robot Ron" kao Ron (2021.)

## Vanjske poveznice
- Marinko Leš u internetskoj bazi filmova IMDb-u (engl.)